# Бомон де Перти
Бомон де Перти (фр. Beaumont-de-Pertuis) насеље је и општина у Француској у региону Прованса-Алпи-Азурна обала, у департману Воклиз која припада префектури Апт.
По подацима из 2011. године у општини је живело 1067 становника, а густина насељености је износила 19,03 становника/km². Општина се простире на површини од 56,07 km². Налази се на средњој надморској висини од 524 метара (максималној 602 m, а минималној 230 m).

## Демографија
| 1962. | 1968. | 1975. | 1982. | 1990. | 1999. | 2011. |
| ----- | ----- | ----- | ----- | ----- | ----- | ----- |
| 492   | 631   | 601   | 658   | 788   | 934   | 1.067 |

График промене броја становника у току последњих година